# Danny Woodhead
Danny Woodhead (North Platte, 25 gennaio 1985) è un ex giocatore di football americano statunitense che ha militato nel ruolo di running back nella National Football League (NFL).

## Carriera universitaria
Nato nella piccola cittadina di North Platte, in Nebraska, ebbe una carriera di alto livello nelle scuole superiori che gli consentì di essere chiamato dall'University of Nebraska. Tuttavia egli preferì il meno prestigioso Chadron State College a Chadron, sempre in Nebraska, sostenendo che "Nebraska University mostrò si un deciso interesse nei miei confronti, ma decisamente tiepido. Ho preferito andare dove ero davvero benvoluto". Al Chadron State College Woodhead corse per 1.840 yard nel suo anno da freshman, diventando il primo studente della storia dell'Ateneo (fondato ben 96 anni prima) a ricevere una borsa di studio per l'atletica. Fu candidato all'Harlon Hill Trophy nel 2004, 2005, 2006 e nel 2007, vincendolo nel 2006 e nel 2007. Nel frattempo, si è laureato in matematica.

## Statistiche dell'università
| Anno     | Partite | Corse | Corse | Corse | Corse | Corse | Ricezioni | Ricezioni | Ricezioni | Ricezioni | Ricezioni |
| Anno     | Partite | Att   | Yds   | Avg   | YPG   | TD    | Rec       | Yds       | Avg       | YPG       | TD        |
| -------- | ------- | ----- | ----- | ----- | ----- | ----- | --------- | --------- | --------- | --------- | --------- |
| 2004     | 10      | 284   | 1,840 | 6.5   | 184.0 | 25    | 16        | 163       | 10.2      | 16.3      | 2         |
| 2005     | 10      | 278   | 1,769 | 6.4   | 176.9 | 21    | 30        | 367       | 12.2      | 36.7      | 0         |
| 2006     | 13      | 344   | 2,756 | 8.0   | 212.0 | 34    | 45        | 403       | 9.0       | 31.0      | 4         |
| 2007     | 11      | 250   | 1,597 | 6.4   | 145.2 | 21    | 38        | 484       | 12.7      | 41.0      | 2         |
| Carriera | 44      | 1,135 | 7,962 | 6.9   | 183.0 | 101   | 119       | 1,388     | 11.7      | 32.3      | 8         |

## Carriera professionistica

### New York Jets
Al draft NFL 2008, Woodhead non è stato selezionato, finendo per firmare coi New York Jets. Passa il suo primo anno nella lista degli infortunati. Ha debuttato nella NFL il 18 ottobre 2009 contro i Buffalo Bills.
Il 14 settembre 2010 è stato svincolato.

### New England Patriots

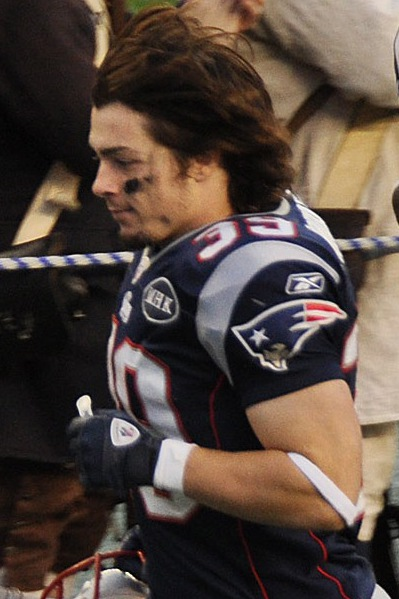
Woodhead con la maglia dei Patriots nel 2011.

Dopo soli 4 giorni ha firmato con i Patriots, con loro ha debuttato il 26 settembre 2010 contro i Bills.
Il 19 novembre dello stesso anno ha esteso il suo contratto per altri due anni.

### San Diego Chargers
Il 15 marzo 2013, Woodhead ha firmato con i San Diego Chargers. Nella settimana 4 ha ricevuto 2 touchdown da Philip Rivers nella vittoria sui Dallas Cowboys. La sua stagione regolare si è conclusa con 2 touchdown su corsa e 6 su ricezione. È andato a segno su ricezione anche nel primo turno di playoff in cui i Chargers hanno battuto in trasferta i Cincinnati Bengals.
Nella settimana 15 della stagione 2015, Woodhead ha disputato la prima gara in carriera con quattro touchdown segnati, tre su ricezione e uno su corsa, nella vittoria sui Miami Dolphins. La sua annata si chiuse guidando i Chargers in touchdown su corsa (3), su ricezione (6) e yard ricevute (755).

### Baltimore Ravens
Nel 2017, Woodhead ha firmato con i Baltimore Ravens. Nella prima gara con la nuova maglia si è infortunato al tendine del ginocchio, rimanendo fuori dai campi di gioco fino all'undicesimo turno. Il 17 marzo 2018 ha annunciato il proprio ritiro dopo nove stagioni.

## Palmarès
- American Football Conference Championship: 1

New England Patriots: 2011